# 倉持安左衛門
倉持安左衛門（くらもちやすざえもん）は、山野門人。下野の宇都宮城主・戸田山城守忠真の家臣であり、通称を竹右衛門という。同門の松本長太夫より少し後輩であり、長太夫が将軍家御試御用を勤めている間は山田浅右衛門とともに町奉行の御用のみを承っていた。長太夫隠退により浅右衛門とともに将軍家御試御用へ昇格。享保21 (1736) 年9月27日病没。